# Britannia Airways (Deutschland)
Die Britannia Airways GmbH  (kurz und zur besseren Unterscheidung von der britischen Muttergesellschaft häufig Britannia GmbH) war eine deutsche Fluggesellschaft mit Sitz in Waltersdorf. Sie war ein Tochterunternehmen der gleichnamigen britischen Britannia Airways.

## Geschichte
Bereits vor der Gründung ihrer deutschen Tochtergesellschaft visierte die britische Britannia Airways 1996 Flüge von deutschen Flughäfen zu Zielen in der Karibik und der Dominikanischen Republik an. Zu einer Aufnahme ebenjener Verbindungen, die für die deutschen Reiseveranstalter CA Ferntouristik und Paul Günther Tours stattfinden sollten, kam es jedoch nicht, da das Luftfahrt-Bundesamt dem britischen Unternehmen im Oktober 1996 die Durchführung der Flüge zum Schutze des deutschen Marktes untersagte; man gab an, dass ein britisches Unternehmen nicht von Deutschland aus ohne Sondergenehmigung Drittstaaten bedienen dürfe. Dies sei nur bei Kapazitätsengpässen der einheimischen Gesellschaften möglich. Im Angesicht der bis zu fünfzig Prozent niedrigeren Flugpreise und einem möglichen Abwandern der Kunden hatten nicht zuletzt bundesdeutsche Ferienfluggesellschaften wie Condor und LTU ihre Bedenken geäußert. Das eigentlich angedachte Flugprogramm wurde auf Grundlage dieser Entscheidung sodann von der britischen Britannia Airways umgewandelt und mit einem Zwischenstopp in Manchester versehen. Letztgenannte Maßnahme machte es zwar möglich, die Beschränkung des Luftfahrt-Bundesamtes zu umgehen, sah sich jedoch auf Seiten der Passagiere mit mangelnder Akzeptanz konfrontiert.
Im darauffolgenden Jahr 1997 entstand die eigentliche deutsche Britannia Airways als Tochtergesellschaft der gleichnamigen britischen Muttergesellschaft, um nicht länger den Beschränkungen für ausländische Fluggesellschaften unterliegen zu müssen. Erneut schaltete sich jedoch das Luftfahrt-Bundesamt ein und versagte dem Unternehmen die Betriebsgenehmigung, da sich das Gesellschaftskapital nach geltendem Recht mehrheitlich in europäischem Besitz zu befinden hatte. Zwar handelte es sich bei der britischen Muttergesellschaft um ein europäisches Unternehmen, diese gehörte allerdings selber wiederum zum Thomson-Travel-Konzern, der sich mehrheitlich in kanadischem Besitz befand. Um den Betrieb nichtsdestoweniger aufnehmen zu können, wurden 55 Prozent der Geschäftsanteile an europäische Investoren übertragen. Unter ihnen fand sich nicht nur das Münchener Bankhaus Merck Finck & Co, sondern auch die deutsche Frosch Touristik International, kurz FTI, die der Britannia Airways als touristischer Kooperationspartner diente und mit der man einen Fünfjahresvertrag geschlossen hatte. Die britische Muttergesellschaft verfügte über die verbleibenden Geschäftsanteile.
Der Flugbetrieb wurde zum 1. November 1997 mit einer Boeing 767 in den Farben der britischen Muttergesellschaft aufgenommen. Im Hinblick auf den Heimatflughafen fiel die Entscheidung für Berlin-Schönefeld. Hauptbetätigungsfeld der Britannia Airways bildeten IT-Vollcharterflüge, ausschließlich für FTI, die man in der ersten Wintersaison von Hamburg, München, Basel-Mülhausen und der Basis in Schönefeld ausgehend zu Zielen in der Karibik durchführte. Eine dichtere Bestuhlung als zu diesem Zeitpunkt üblich – 328 Sitze im Gegensatz zu den damals z. B. bei Condor üblichen 269 Sitzen auf der Boeing 767 – ermöglichten ein Preisniveau, das rund 20 bis 30 Prozent unter dem der deutschen Gesellschaften lag.

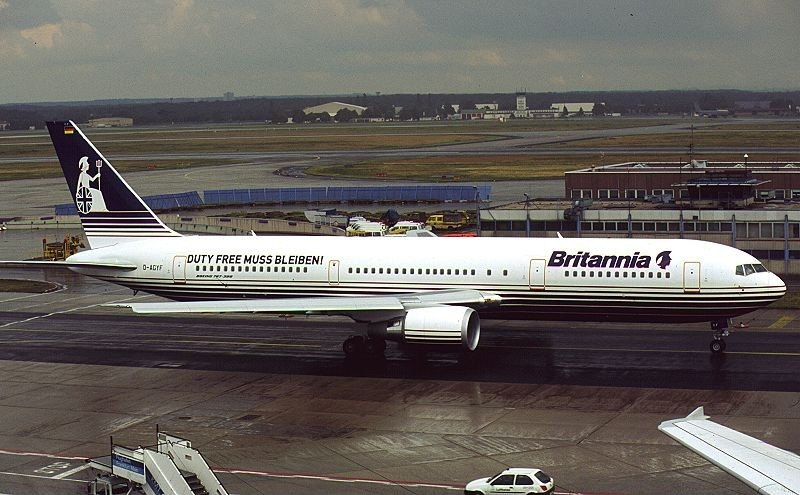
Boeing 767-300ER der Britannia Airways am Flughafen Frankfurt, Herbst 1998. Ein auf der hinteren Rumpfsektion aufgebrachter Sticker wirbt für die Beibehaltung des Duty-Free-Angebots.

Die LTU reagierte auf die Entwicklungen, indem sie die FTI-Tochter CA Ferntouristik auf Unterlassung verklagte: Erstgenannte hatte noch vor Beendigung des Genehmigungsverfahrens und Aufnahme des Flugbetriebs für die neugegründete Britannia Airways in ihren Reisekatalogen mit der Bezeichnung „deutsche Fluggesellschaft“ geworben. Die CA Ferntouristik musste rund 500.000 bereits gedruckte Kataloge nach richterlicher Entscheidung auf unlauteren Wettbewerb einstampfen lassen. Ungeachtet dessen transportierte Britannia Airways während der ersten Saison rund 34.000 Passagiere. Für die Sommersaison 1998 wurde das Programm um Flüge nach Jamaika und Kuba auf der Langstrecke und Flüge nach Mallorca und Malta auf der Mittelstrecke ergänzt. Am Ende des Jahres zählte man hierdurch 462.802 Fluggäste und überdies war eine zweite Basis in München entstanden, an der man eine weitere Boeing 767 stationierte.
Die FTI gab ihren Anteil an der Britannia Airways zum 30. Oktober 1998 in Vorbereitung auf die Gründung einer eigenen Fluggesellschaft ab, setzte die Kooperation aber nichtsdestoweniger fort. Gegen Ende des Jahres 1999 zählt man rund 600.000 Passagiere bei einer Flotte von drei Boeing 767-300ER und Abflügen von zahlreichen Flughäfen innerhalb Deutschlands.
Im April des Jahres 2000 verhandelte die FTI mit Britannia Airways über eine zweijährige Vertragsverlängerung. Erstgenannte verfügte mit der flyFTI nun zwar unlängst über eine unternehmenseigene Fluggesellschaft, diese operierte bis dato jedoch nur auf der Mittelstrecke und besaß weder entsprechendes Langstreckenfluggerät noch eine ETOPS-Zertifizierung. Trotz der vorausgehenden Verhandlungen entschied sich die FTI im Sommer desselben Jahres überraschenderweise, den Vertrag mit Britannia Airways nicht zu verlängern; Hintergrund war die Übernahme der FTI Touristik durch den – ebenfalls in Großbritannien angesiedelten und mit der Britannia-Airways-Muttergesellschaft Thomson Travel konkurrierenden – Airtours-Konzern. Wenngleich die zu diesem Zeitpunkt rund 350 Mitarbeiter zählende Britannia Airways zunächst auf betriebsbedingte Kündigungen verzichtete, stellte sie den Flugbetrieb nach Auslaufen des Vertrags mit dem alleinigen Kunden FTI zum 30. April 2001 vollumfänglich ein.

## Flugziele
Britannia Airways bediente zeit ihres Bestehens von den Basen in Schönefeld und München, weiteren deutschen Flughäfen sowie teils auch von Basel und Wien aus Warmwasserziele in der Karibik und am Mittelmeer.

## Flotte
Die Flotte der Britannia Airways setzte sich zuletzt aus drei Maschinen zusammen:
| Flugzeugtyp      | Anzahl | Luftfahrzeugkennzeichen | Sitzplätze (Economy) | Anmerkung                                    |
| ---------------- | ------ | ----------------------- | -------------------- | -------------------------------------------- |
| Boeing 767-304ER | 3      | D-AGYC                  | 328                  | von der britischen Britannia Airways geleast |
| Boeing 767-304ER | 3      | D-AGYF                  | 326                  | von der britischen Britannia Airways geleast |
| Boeing 767-304ER | 3      | D-AGYH                  | 328                  | von der britischen Britannia Airways geleast |